# Анабел Патерсън
Анабел Патерсън (на английски: Annabel Patterson) е почетен професор по англицистика в Йейлския университет, специалист по Английския ренесанс. Един от представителите на Новия историцизъм в литературознанието.

## Биография
Родена в Англия, през 1957 г. Патерсън емигрира в Канада. Там следва в Университета на Торонто, а бакалавърската ѝ теза получава най-високата награда, Златния медал на Ректора. Защитава докторат в Лондонския университет през 1965 г. Преподава в Торонто, Йоркския университет, Университета на Мериленд в Колидж парк (нова емиграция – в САЩ) и университета „Дюк“. Премества се в департамента по англицистика в Йейл през 1994 г., където през 2001 г. става старши професор.

## Отличия и признание
- 1981 – избрана е за старши научен сътрудник на Общество за хуманитарни науки на Корнелския университет,
- 1984 – Гугенхаймова стипендия,
- 1988 – носител на наградата „Хари Левин“ на Американската асоциация по сравнително литературознание за Пасторалът и идеологията,
- 1991 – Мелоунова стипендия на Националния център за хуманитарни науки (на английски: National Humanities Center),
- 1994 – носител на наградата „Джон Бен Сноу“ (награда на историк, на Северноамериканската конференция по британистика) за Четейки Хрониките на Холиншъд,
- 2000 – избрана е за научен сътрудник на Академията на изкуствата и науките.

## Идеи и творчество
Анабел Патерсън е известна с това, че разглежда понятието за „литература“ във възможно най-широките граници. Започвайки в студентските си години с поезията на Английския ренесанс, много скоро тя се премества в изследванията на реториката (Хермоген и Ренесансът, 1970), историята на цензурата (Цензура и интерпретация, 1984), рецепцията на класическите текстове (Пасторалът и идеологията, 1987), историографията (Четейки Хрониките на Холиншъд, 1994) и особено на политическата мисъл на ранното модерно време (Шекспир и народния глас, 1989, Либерализмът на ранната модерна епоха, 1997, и Никой не е съвършен: Интерпретацията на историята през погледа на новите либерали, 2002). Нейното любопитство към портретите, илюстрациите на книгите и историята на пресата допринася за усещането за свръхпрецизност на много от нейните книги. През цялото време постоянно се връща към Андрю Марвел, а през 2003 г. става главен-редактор на Йейлското издание на прозата на този автор.